# Lira (Salvatierra de Miño)
habitantes : 327 habitantes en 2004
Lira es una parroquia del municipio pontevedrés de Salvatierra de Miño (Galicia, España).
Su patrón es San Simón, al que está dedicado su iglesia.